# Tranøya
Tranøya est une localité du comté de Nordland, en Norvège. 

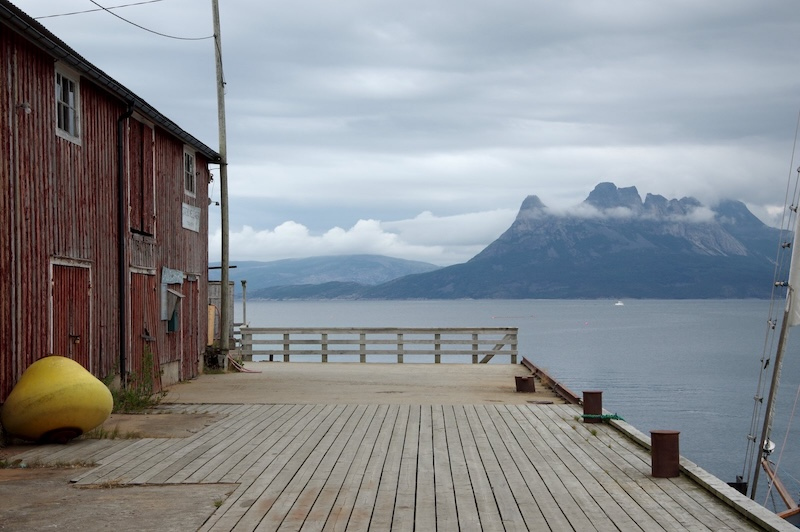
Le port de Tranøya en juillet 2014.

## Géographie
Administrativement, Tranøya fait partie de la kommune de Hamarøy.